# Лаврова, Лилия Вадимовна
Лилия Вадимовна Лаврова (род. 30 января 1989, Николаев, Украинская ССР, СССР) — российская актриса театра и кино.

## Биография
Лилия родилась 30 января 1989 года в городе Николаеве, Николаевская область. Актёрские способности начала проявлять ещё совсем в юном возрасте, парадируя артистов эстрады и знаменитых киноактёров. Лиля окончила музыкальную школу по классу фортепиано, училась в музыкальном училище, а также в юридическом лицее.
В 2014 году окончила РАТИ-ГИТИС, мастерская А. И. Шейнина и получила красный диплом бакалавра юридических наук РУДН. После, поступает в магистратуру на кафедру «международное право».

В 2012 году снялась в сериале Первого канала «Неравный брак», где сыграла Майю. В 2014 году на канале Россия-1 главная роль — Ольга Чернышева — в сериале «Сердце звезды».
Снялась в сериалах: «Молодёжка», «Последний мент» (с Гошей Куценко), фильме «Пятница» (с Данилой Козловским). Работает в театре «Диалог».
Увлекается экстремальными видами спорта: спускалась к акулам, прыгала с тарзанки, любит путешествия.

## Фильмография
| Год  |   | Название                         | Роль                                  |
| ---- | - | -------------------------------- | ------------------------------------- |
| 2011 | с | Детективы                        | Алиса                                 |
| 2012 | с | Формула счастья                  | Маша                                  |
| 2012 | с | Неравный брак                    | Майя, подруга Лебедева                |
| 2012 | с | Папина дочка                     | Екатерина Протвинова                  |
| 2013 | с | Морские котики                   | Яна                                   |
| 2013 | ф | ОСА                              | Алёна                                 |
| 2013 | с | Пятая стража                     | Мария                                 |
| 2013 | с | Ты не один                       | Инна Зеленецкая                       |
| 2014 | с | Сердце звезды                    | Ольга Чернышёва (Мышка), главная роль |
| 2014 | ф | Знать будущее. Жизнь после Ванги | Виктория Герасимова                   |
| 2015 | с | Последний мент                   | Марина                                |
| 2015 | с | Молодёжка                        | Алиса                                 |
| 2016 | ф | Вышибала                         | Анжела                                |
| 2016 | ф | Пятница                          | подруга Андреаса                      |
| 2016 | ф | Солнечный зайчик                 | Ольга                                 |
| 2016 | с | Честь имею                       | Ольга                                 |
| 2016 | с | Преступление страсти             | Татьяна Смирнова                      |
| 2016 | ф | Держи удар, детка                | Мажорка (подруга Светы)               |
| 2017 | с | Бесстыдники (Россия)             | медсестра Катя                        |
| 2019 | с | Гадалка                          | Анна Пушкова                          |
| 2025 | с | Ландыши. Такая нежная любовь     | стюардесса                            |

## Роли в театре
- «Сто лет в обед», театр Диалог, — старушка, главная роль
- «Хлеб наш», театр Диалог, Эрнесто Эррера, режиссёр Рауль Родригес де Сильва — Амелия